# Калкаска (округ)
Калка́ска (англ. Kalkaska County) — округ в штате Мичиган, США. Официально образован в 1871 году. По состоянию на 2010 год, численность населения составляла 17 153 человек.

## География
По данным Бюро переписи США, общая площадь округа равняется 1 478,891 км2, из которых 1 450,401 км2 суша и 28,490 км2 или 1,900 % это водоёмы.

## Население
По данным переписи населения 2000 года в округе проживает 16 571 жителей в составе 6 428 домашних хозяйств и 4 634 семей. Плотность населения составляет 11,00 человек на км2. На территории округа насчитывается 10 822 жилых строений, при плотности застройки около 7,00-ти строений на км2. Расовый состав населения: белые — 98,44 %, афроамериканцы — 0,21 %, коренные американцы (индейцы) — 0,78 %, азиаты — 0,22 %, гавайцы — 0,05 %, представители других рас — 0,10 %, представители двух или более рас — 0,86 %. Испаноязычные составляли 0,86 % населения независимо от расы.
В составе 31,70 % из общего числа домашних хозяйств проживают дети в возрасте до 18 лет, 58,60 % домашних хозяйств представляют собой супружеские пары проживающие вместе, 9,00 % домашних хозяйств представляют собой одиноких женщин без супруга, 27,90 % домашних хозяйств не имеют отношения к семьям, 22,30 % домашних хозяйств состоят из одного человека, 8,20 % домашних хозяйств состоят из престарелых (65 лет и старше), проживающих в одиночестве. Средний размер домашнего хозяйства составляет 2,55 человека, и средний размер семьи 2,95 человека.
Возрастной состав округа: 25,60 % моложе 18 лет, 7,60 % от 18 до 24, 28,60 % от 25 до 44, 24,50 % от 45 до 64 и 24,50 % от 65 и старше. Средний возраст жителя округа 38 лет. На каждые 100 женщин приходится 101,30 мужчин. На каждые 100 женщин старше 18 лет приходится 98,90 мужчин.
Средний доход на домохозяйство в округе составлял 36 072 USD, на семью — 39 932 USD. Среднестатистический заработок мужчины был 31 860 USD против 20 455 USD для женщины. Доход на душу населения составлял 16 309 USD. Около 8,20 % семей и 10,50 % общего населения находились ниже черты бедности, в том числе — 14,20 % молодежи (тех, кому ещё не исполнилось 18 лет) и 7,00 % тех, кому было уже больше 65 лет.